# Njudungs kontrakt
Njudungs kontrakt var ett kontrakt i Växjö stift inom Svenska kyrkan i Jönköpings län. Kontraktet uppgick 2020 i Njudung-Östra Värends kontrakt.
Kontraktskoden var 0612.

## Administrativ historik
Kontraktet bildades 2012 med de församlingar som ingått i Västra Njudungs kontrakt och Östra Njudungs kontrakt.
2013 överfördes Nässjö församling och Barkeryd-Forserums församling hit från Vista kontrakt.
2019 upphörde Hjälmseryds församling och Hultsjö församling när de uppgick i Stockaryds församling.
2020 överfördes Nässjö pastorat till Södra Vätterbygdens kontrakt medan kvarvarande del namnändrades och utökades.